# رابطة الطلاب المسلمين في ألمانيا
رابطة الطلاب المسلمين في ألمانيا (بالألمانية: Muslim Studenten Vereinigung in Deutschland e. V. (M.S.V)). كما تعتبر نفسها مؤسسة إسلامية حرة ومستقلة، تمثل مصالح الطلاب المسلمين في ألمانيا.
تأسست المؤسسة عام 1964 في ميونخ، إلا أن مقرها يوجد الآن في كولونيا. تنتمي إلى التجمع الإسلامي في ألمانيا (IGD)، وهو بدوره، وفقا لقسم حماية الدستورية بولاية ش ر و يقع تحت تأثير جماعة الإخوان المسلمون في مصر. المؤسسة هي عضو في اتحاد المنظمات الإسلامية في أوروبا (FIOE) ، والفدرالية العالمية الإسلامية لمنظمة الطالب (IIFSO). رئيس الاتحادي هو إبراهيم الزيات، نائب الرئيس هو محمد صبري اربكان الرئيس العام السابق لIGMG .

## تطوّر النشاط الطلابي الإسلامي داخل الجامعات الألمانية
منذ تأسيسها في ستينيات القرن العشرين، شهدت رابطة الطلاب المسلمين في ألمانيا (M.S.V) تحوّلًا ملحوظًا في طبيعة أنشطتها وآليات حضورها داخل الفضاء الجامعي. فقد بدأت كمبادرة شبابية محدودة تهدف إلى توفير الدعم الروحي والديني للطلاب المسلمين المبتعثين أو المهاجرين حديثًا إلى ألمانيا، لتتحوّل تدريجيًا إلى مؤسسة شبكية تنظّم أنشطة فكرية وتربوية متعددة. يشمل هذا التطور إقامة دورات قرآنية، لقاءات ثقافية حول الهوية الإسلامية في السياق الأوروبي، تنظيم أسابيع تعريف بالإسلام داخل الجامعات، وفتح حوارات مع الطلبة من خلفيات غير مسلمة في إطار من الانفتاح الأكاديمي.
وقد برز نشاط الرابطة بشكل خاص في المدن الجامعية الكبرى مثل برلين، ميونخ، فرانكفورت، وكولونيا، حيث ساعد وجود عدد كبير من الطلاب المسلمين، لا سيما من أصول تركية وعربية، على ترسيخ الحضور الميداني للرابطة. كما استفادت من التحولات القانونية التي عرفها المجتمع الألماني في ما يتعلق بحرية تأسيس الجمعيات الدينية والثقافية، ما مكّنها من إنشاء أفرع موازية داخل الجامعات والمعاهد العليا.
ومع نهاية التسعينيات وبداية الألفية الثالثة، تحوّلت الرابطة إلى منصة تأطير فكري وقيادي للطلبة، وهو ما انعكس في تبنّيها برامج تكوين الكوادر الشبابية ذات الخلفية الإسلامية، عبر ورشات القيادة والكتابة الإعلامية والدعوة، وهو مسار يلاقي اهتمامًا خاصًا من الشباب الباحث عن توازن بين هويته الدينية ومتطلبات المجتمع الغربي.

## العلاقة مع حركات الإسلام السياسي في أوروبا
تثير رابطة الطلاب المسلمين في ألمانيا جدلًا واسعًا في الأوساط السياسية والأمنية، بسبب ارتباطاتها الفكرية والمؤسساتية بحركات الإسلام السياسي، وعلى رأسها جماعة الإخوان المسلمين. إذ تنتمي الرابطة تنظيميًا إلى التجمع الإسلامي في ألمانيا (IGD)، وهو كيان لطالما وُصف من قبل هيئة حماية الدستور الألماني بأنه الواجهة الرسمية للإخوان المسلمين في البلاد، مما يجعلها في صلب النقاش حول "الإسلاموية السياسية" ومخاطر "الأسلمة الناعمة" في المجتمع الأوروبي.
الرابطة أيضًا عضو في اتحاد المنظمات الإسلامية في أوروبا (FIOE)، وهو الاتحاد الذي تعتبره عدة دراسات أمنية واستخباراتية واجهة أوروبية موحدة لمصالح جماعة الإخوان المسلمين، كما ترتبط عبر قيادتها بشخصيات محسوبة على الحركة مثل إبراهيم الزيات، الذي يعدّ من أبرز الوجوه الفكرية والتنظيمية للإسلام السياسي في ألمانيا، وله شبكة علاقات تمتد من تركيا إلى قطر مرورًا ببريطانيا.
هذا الارتباط لا يعني بالضرورة تورّطًا مباشرًا في أنشطة متطرفة، لكنّه يطرح تساؤلات عميقة حول دور المنظمات الطلابية الإسلامية في التأثير على بناء الوعي السياسي والديني لدى الشباب المسلم في أوروبا، وحول قدرتها على التمييز بين العمل الدعوي السلمي وبين التحريض الأيديولوجي المغلف بالشعارات.

## وصلات خارجية
- التعريف الشخصي على موقع islam.de
- المد الإسلامي – استعمال الدين لأغراض سياسية, تقرير لقسم حماية الدستور بولاية NRW بشأن العلاقة بين M.S.V و IGD